# Erie, Colorado
Erie, Colorado là một thành phố thuộc quận Boulder và Weld, tiểu bang Colorado, Hoa Kỳ. Thành phố có diện tích km², dân số thời điểm năm 2000 theo điều tra của Cục điều tra dân số Hoa Kỳ là 6291 người2. Sân bay đô thị Erie nằm ở phía nam Erie.